# Bergades
Bergades również Bergadis – poeta bizantyński, żyjący w XV wieku, autor poematu Czas wolny po pracy.
Bergades był poetą bizantyńskim żyjącym w XV wieku. Pozostawił po sobie niewielki poemat Czas wolny po pracy (Apókopos). Utwór liczy sobie 558 rymowanych wersów i został napisany wierszem politycznym. Bohater, którym jest sam autor, zapada w głęboki sen. Śni mu się, że siedzi na drzewie, które nagle zapada się do Hadesu. Mieszkańcy podziemnego świata dopytują się go, czy żywi pamiętają o nich, swoich najbliższych zmarłych. Niestety, nie może dać im odpowiedzi twierdzącej. W dydaktyczną formułę rozważań o śmierci (memento mori) autor z pasją i talentem wplata ludowe wierzenia i wyobrażenia o śmierci. Poeta rozmawia zresztą ze zmarłymi nie o Hadesie, ale o radości życia, o świecie, który pozostał za bramami śmierci. Od rozmowy ze zmarłymi poeta gwałtownie przechodzi do ataku na mnichów, chłoszcząc ich ciemnotę i chciwość. Czas wolny po pracy wykazuje zbieżności z nowogreckimi Pieśniami o Charonie i z trzecią pieśnią Piekła Dantego. Poemat, pochodzący z XV wieku, zachował się w dwóch rękopisach z następnego stulecia. O jego dużej popularności świadczą liczne wznowienia i naśladownictwa.